# Paul Mellon Arts Center
Pour les articles homonymes, voir PMAC.
Le Paul Mellon Arts Center (PMAC), nommé d'après Paul Mellon, est un bâtiment situé sur le campus du Choate Rosemary Hall à Wallingford, aux États-Unis.
Il est l'œuvre de l'architecte Ieoh Ming Pei.